# Andre Stolz
André Pierre Stolz (Brisbane, 10 mei 1970) is een Australisch professional golfer, maar hij heeft ook de Zwitserse nationaliteit. 

## Professional
Stolz werd in 1992 professional en speelde eerst op de Australaziatische PGA Tour. Zijn eerste overwinning behaalde hij in 2000. Zijn caddie was toen zijn echtgenote Cathy die zelf ook professional golfer is.
Daarna zocht hij het verder van huis, in 2001 speelde hij op de Japan Golf Tour, in 2003 op de Nationwide Tour en in 2004 en 2005 op de Amerikaanse PGA Tour.

In 2003 won hij het LaSalle Bank Open op de Nationwide Tour. Mede daardoor eindigde hij als nummer 13 op de Order of Merit en promoveerde hij naar de PGA Tour. Daar won hij het Michelin Kampioenschap in Las Vegas zodat zijn speelrecht verlengd werd tot  2006. Een blessure aan zijn linkerpols dwong hem halverwege 2005 rust te nemen.
Hij won het PGA Kampioenschap in Victoria (2009) en in Indonesië (2011).

### Gewonnen

#### PGA Tour of Australasia
- 2000: ANZ Tour Championship
- 2002: Queensland PGA Championship, Victorian Open
- 2009: Victorian PGA Championship
- 2010: Tusker Vanuatu Open

#### Japan Golf Tour
- 2003: Token Homemate Cup

#### Nationwide Tour
- 2003: LaSalle Bank Open

#### Amerikaanse PGA Tour
- 2004: Michelin Championship at Las Vegas

#### OneAsia TOur
- 2011: Indonesian PGA Championship